# 2019冠状病毒病马提尼克疫情
2019冠状病毒病马提尼克疫情，介绍在2019新型冠狀病毒疫情中，在马提尼克发生的情况。

## 时间轴

### 2020年3月
2020年3月5日，马提尼克首次确诊两例2019冠状病毒病病例。
3月15日，马提尼克新增5例确诊病例，累计确诊15例。同日报告首例死亡病例，死者为岛南80岁女性。
3月16日，新增确诊1例，累计确诊16例。
3月17日，新增确诊3例，累计确诊19例。
3月18日，新增确诊4例，累计确诊23例。
3月19日，新增确诊9例，累计确诊32例。
3月21日，新增确诊5例，累计确诊37例。
3月22日，新增确诊7例，累计确诊44例。
3月23日，新增确诊9例，累计确诊53例。
3月24日，新增确诊4例，累计确诊57例。
3月25日，新增确诊9例，累计确诊66例。
3月26日，新增确诊15例，累计确诊81例。
3月27日，新增确诊12例，累计确诊93例。
3月28日，新增确诊12例，累计确诊105例。
3月29日，新增确诊6例，累计确诊111例。
3月30日，新增确诊8例，累计确诊119例。
3月31日，新增确诊9例，累计确诊128例。累计死亡3例。

### 4月
4月1日，新增确诊7例，累计确诊135例。
4月2日，新增确诊3例，累计确诊138例。
4月3日，新增确诊5例，累计确诊143例。
4月4日，新增确诊2例，累计确诊145例。
4月5日，新增确诊4例，累计确诊149例；新增死亡1例，累计死亡4例。
4月6日，新增确诊2例，累计确诊151例。
4月7日，新增确诊1例，累计确诊152例。
4月8日，新增确诊2例，累计确诊154例；新增死亡2例，累计死亡6例。
4月10日，新增确诊1例，累计确诊155例。
4月13日，新增确诊2例，累计确诊157例。
4月15日，新增确诊1例，累计确诊158例；新增死亡2例，累计死亡8例。
4月18日，新增确诊5例，累计确诊163例；新增死亡4例，累计死亡12例。
4月21日，新增确诊1例，累计确诊164例；新增死亡2例，累计死亡14例。
4月23日，新增确诊6例，累计确诊170例。
4月24日，新增确诊5例，累计确诊175例。

### 5月
5月1日，新增确诊3例，累计确诊178例。
5月2日，新增确诊1例，累计确诊179例。
5月3日，新增确诊1例，累计确诊180例。
5月4日，新增确诊1例，累计确诊181例。
5月7日，新增确诊1例，累计确诊182例。
5月9日，新增确诊1例，累计确诊183例。
5月10日，新增确诊3例，累计确诊186例。
5月11日，新增确诊1例，累计确诊187例。